# Gökçeada (eiland)
Gökçeada, voorheen Imbros (Grieks: Ίμβρος), is een Turks eiland dat ongeveer 13 bij 31 kilometer meet.
Er wonen ongeveer 9440 mensen op het eiland (2019).
Het eiland ligt in de Egeïsche Zee, strategisch voor de ingang van de Dardanellen, ten noordoosten van het Griekse Limnos. Het Turkse eiland Tenedos en de Tavşaneilanden liggen ten zuiden van Gökçeada. Al deze eilanden behoren tot de provincie Çanakkale. Het eiland vormt het district Gökçeada.

## Geschiedenis
Gökçeada en haar buureiland Limnos behoorden beiden in de oudheid tot de stad Athene. De Atheners hebben er een kolonie gesticht in 450 v.Chr., die ze de volgende zes eeuwen in stand gehouden hebben. Gedurende de zeeslag bij Salamis werden ze veroverd door Miltiades. Tijdens de Eerste Wereldoorlog was 92% van de bevolking Grieks. Omwille van haar strategische plaats naast de Dardanellen bleef ze onder het bestuur van het Ottomaanse Rijk. Het eiland kwam met Tenedos in opstand tegen de overblijvende eilanden van de Egeïsche Zee die aan Griekenland toegekend werden. In 1920 (tijdens de Turkse oorlog) verkregen de Turken de twee eilanden. Wet 1151 van 1927 heeft onderwijs in het Grieks verboden. Door de druk op de overblijvende Grieken zijn de meesten weggetrokken en nieuwe immigratie werd ontmoedigd. Rond de eeuwwisseling waren er nog zo'n 250 Grieken aanwezig en de dorpen van de weggetrokken Grieken zijn in verval geraakt. Sindsdien is het aantal etnisch Griekse inwoners op dit eiland weer gestegen. In september 2015 werd voor het eerst sinds 51 jaar een Griekse school geopend. In 2018 woonden er naar schatting 400 Grieken op Gökçeada en inmiddels zijn er drie Griekse scholen op dit eiland gevestigd.

## Bevolking
| Steden en dorpen            | 1927 | 1927 | 1970 | 1970 | 1975 | 1975 | 1980 | 1980 | 1985 | 1985 | 1990 | 1990 | 1997 | 1997 | 2000 | 2000 | 2018 | 2018 |
| --------------------------- | ---- | ---- | ---- | ---- | ---- | ---- | ---- | ---- | ---- | ---- | ---- | ---- | ---- | ---- | ---- | ---- | ---- | ---- |
| Çınarlı (Panaghia Balomeni) | -    | -    | 3578 | 615  | 3806 | 342  | 4251 | 216  | 767  | 70   | 721  | 40   | 553  | 26   | 503  | 29   | 490  | 41   |
| Bademli (Gliky)             | -    | -    | 66   | 144  | 1    | 57   | 40   | 1    | 13   | 34   | 29   | 22   | 15   | 15   | 15   | 13   | 11   | 17   |
| Dereköy (Shinudy)           | -    | -    | 73   | 672  | 391  | 378  | 319  | 214  | 380  | 106  | 99   | 68   | 82   | 40   | 68   | 42   | 63   | 50   |
| Eşelek                      | -    | -    | -    | -    | -    | -    | -    | -    | -    | -    | -    | -    | -    | -    | 152  | -    | 170  | -    |
| Fatih                       | -    | -    | -    | -    | -    | -    | -    | -    | 3962 | 45   | 4284 | 32   | 4135 | 21   | 4180 | 25   | 4300 | 32   |
| Kaleköy (Kastro)            | -    | -    | 38   | 36   | 24   | -    | -    | 128  | 94   | -    | 105  | -    | 90   | -    | 89   | -    | 84   | -    |
| Şahinkaya                   | -    | -    | -    | -    | -    | -    | -    | -    | -    | -    | 168  | -    | 107  | -    | 86   | -    | 95   | -    |
| Şirinköy                    | -    | -    | -    | -    | -    | -    | -    | -    | -    | -    | -    | -    | -    | -    | 189  | -    | 200  | -    |
| Tepeköy (Agridia)           | -    | -    | 3    | 504  | 4    | 273  | 2    | 193  | 1    | 110  | 75   | 2    | 2    | 39   | 2    | 42   | 25   | 140  |
| Uğurlu                      | -    | -    | -    | -    | -    | -    | -    | -    | 460  | -    | 490  | -    | 466  | -    | 401  | -    | 420  | -    |
| Yenibademli                 | -    | -    | -    | -    | -    | -    | -    | -    | 416  | -    | 660  | -    | 628  | -    | 581  | -    | 595  | -    |
| Yenimahalle (Evlampio)      | -    | -    | 182  | 143  | 162  | 121  | 231  | 81   | 359  | 59   | 970  | 27   | 2240 | 25   | 2362 | 27   | 2600 | 30   |
| Zeytinli (Aghios Theodoros) | -    | -    | 30   | 507  | 15   | 369  | 36   | 235  | 72   | 162  | 25   | 130  | 12   | 82   | 12   | 76   | 25   | 110  |
| Totaal:                     | 157  | 6555 | 3970 | 2621 | 4403 | 1540 | 4879 | 1068 | 6524 | 586  | 7626 | 321  | 8330 | 248  | 8640 | 254  | 8983 | 420  |

## Geografisch
De meeste dorpen hebben in 1926 Turkse namen gekregen. Er is een kleine haven gebouwd door de Fransen die het eiland tijdens de Eerste Wereldoorlog bezetten. 

## Afkomstig uit
- Bartholomeus I van Constantinopel, oecumenisch patriarch van de Oosters-Orthodoxe kerk.